# Actinistia
Actinistia là một phân lớp chủ yếu chứa các loài cá vây thùy đã tuyệt chủng. Phân lớp này cũng chứa cả các loài cá vây tay, bao gồm 2 loài cá vây tay còn sinh tồn là Latimeria chalumnae (cá vây tay Tây Ấn Độ Dương) và Latimeria menadoensis (cá vây tay Indonesia).